# Lionel Scaloni
Lionel Sebastián Scaloni (Pujato, 16 de mayo de 1978) es un exfutbolista y entrenador de fútbol argentino. Como futbolista jugaba como lateral derecho o centrocampista. Actualmente dirige a la selección de fútbol de Argentina, con la cual conquistó cuatro campeonatos: la Copa América 2021, la Finalissima 2022, el Mundial de Catar 2022 y la Copa América 2024, además de cosechar el mayor invicto en la historia del seleccionado argentino (36 partidos).
Se formó futbolísticamente en Newell's Old Boys. Luego fue transferido a Estudiantes de La Plata en la temporada 1996-97. En 1998, fue fichado por el Deportivo de La Coruña de España. Allí, Scaloni formó parte de la época dorada del club; en el denominado «Superdepor» se consagraron campeones de la Primera División por única vez en su historia, y de la Supercopa de España durante la temporada 1999-00, y luego de la Copa del Rey y la Supercopa en la 2001-02. Tras 8 temporadas y 300 partidos disputados, en donde llegó a convertirse en ídolo y capitán del equipo, Scaloni abandonó La Coruña para jugar en el West Ham de la Premier League de Inglaterra por seis meses, y luego tuvo pequeños pasos por el Racing de Santander, la Lazio y el Mallorca, para retirarse en el Atalanta durante la temporada 2014-15.
Fue seleccionado argentino tanto para la categoría sub-20 como para mayores. En la primera fue campeón de la Copa Mundial de 1997, disputada en Malasia, mientras que en mayores solamente jugó la Copa Mundial de 2006, disputada en Alemania. De esta manera, Scaloni es el primer entrenador de fútbol que, habiendo sido campeón del mundo como jugador de la Copa Mundial Sub-20, obtuvo como entrenador la Copa Mundial FIFA de selecciones mayores.

## Biografía
Lionel Scaloni nació en la ciudad de Pujato, provincia de Santa Fe, en 1978. Fue a la Escuela Primaria 227 Bernardino Rivadavia de Pujato, en la que en una visita que realizó a su institución en octubre de 2021 mencionó que: 

Disfrutaba y me gustaba ir a la escuela, si hoy me dieran a elegir, me gustaría tener la edad de ustedes, ser niños, y venir a la escuela, porque acá fui feliz.
Lionel Scaloni

Tiene ascendencia italiana (de Ascoli Piceno, en la región de las Marcas) y la doble nacionalidad italiana. Actualmente reside en Mallorca, Islas Baleares, España.

## Trayectoria

### Inicios en Newell's y Estudiantes
Scaloni dio sus primeros pasos en el Club Sportivo Matienzo de Pujato, a 33 kilómetros de Rosario, hasta que su padre, Ángel, quien lo entrenó allí y era muy respetado por su duro carácter que influyó en su personalidad, lo colocó primero en Newell's Old Boys en el año 1994 y luego en Estudiantes de La Plata en 1996. El 7 de octubre de 1993, siendo parte de las inferiores de Newell's, estuvo presente en uno de los amistosos del club que contaba con la presencia de Diego Armando Maradona en la alineación.
Debutó en la Primera División Argentina en 1995, jugando para Newell's Old Boys. Luego de una breve estadía donde disputó apenas 12 partidos, fue comprado en 1996 por Estudiantes de La Plata, club que le permitió ser titular en la alineación por primera vez en su carrera para la temporada. En el año y medio que estuvo, Scaloni se ganó el cariño de la afición, y gracias a sus buenos rendimientos, sería tomado en consideración para José Pekerman en sus convocatorias para los campeonatos juveniles de la selección argentina.

### Época exitosa en el Deportivo de La Coruña

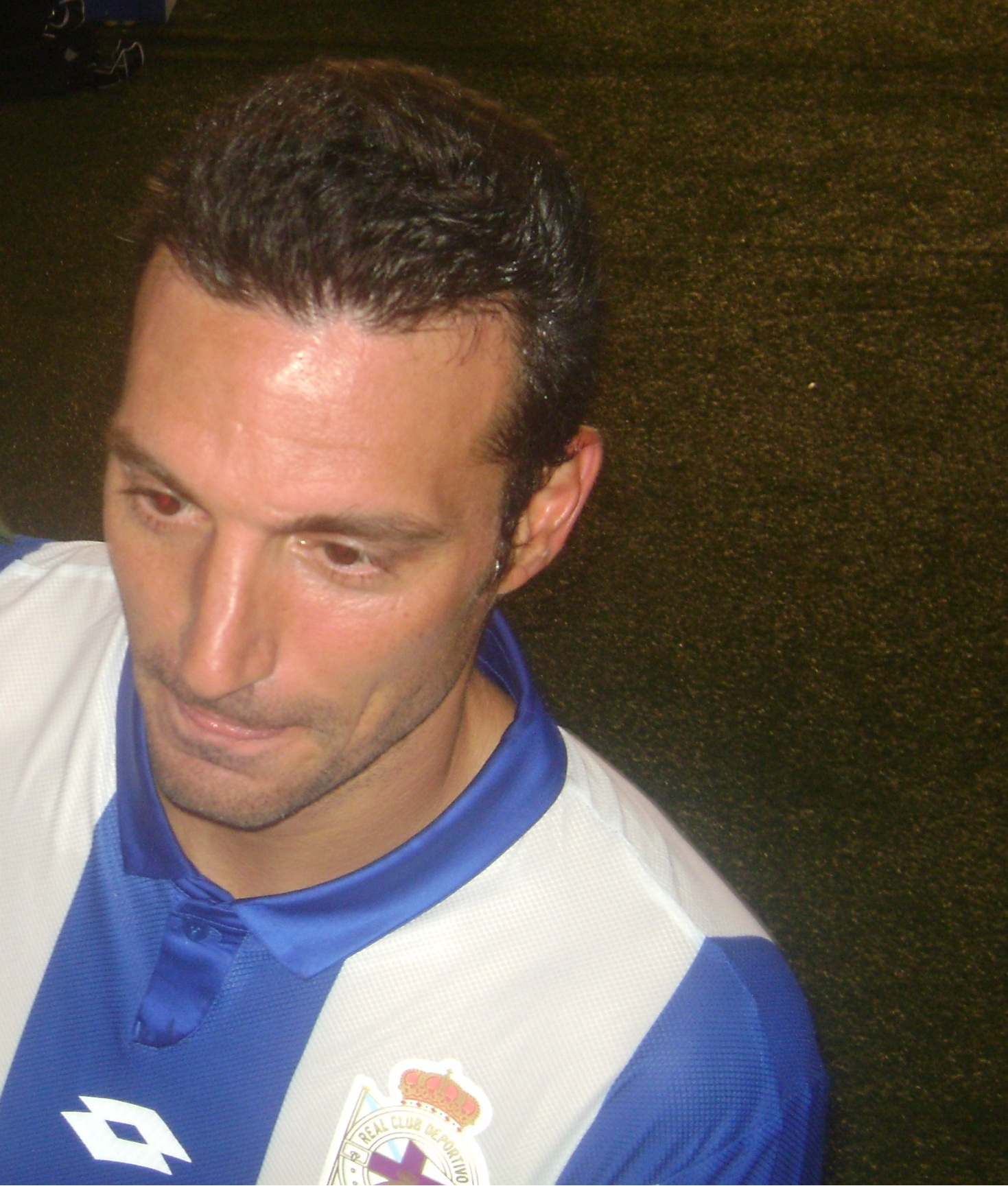
Scaloni con la camiseta del Real Club Deportivo de La Coruña.

Tras salir campeón del Mundial juvenil sub-20 en Malasia con la selección, Scaloni fue descubierto para ser fichado por el Deportivo de La Coruña de la Primera División de España, un modesto club que estaba gestando la época más gloriosa de su historia. Scaloni debutó el 4 de enero de 1998 ante el Real Sporting de Gijón, pero apenas tres minutos después de su ingreso por el lateral derecho Armando, tuvo que salir porque expulsaron al arquero camerunés Songo'o y el entrenador José Manuel Corral hizo ingresar al arquero suplente, Rufai, en su lugar.
Con la llegada del entrenador Javier Irureta para la temporada 1998-99, Scaloni disputó la histórica liga que consagró al Dépor como campeón por única vez en su historia, un hecho inaudito en el fútbol español. Si bien no fue considerado como titular indiscutible en el once inicial en sus primeras tres temporadas, Scaloni se abrió paso con la titularidad de a poco por su liderazgo y su fuerte carácter en el equipo. En el debut del equipo por Champions League 2000-01 en Riazor, Scaloni convirtió el gol de la victoria ante el Hamburgo S.V. En esas dos temporadas consiguientes al título, el equipo se mantuvo en el alto nivel, logrando dos subcampeonatos ligueros consecutivos. Uno de los momentos cumbres fue la final de la Copa del Rey 2001-02 ante el Real Madrid; en el denominado «Centenariazo», por el año del centenario de la fundación del equipo madrileño, que transitaba su época de «Los Galácticos», el Dépor, con Scaloni en la alineación titular, le ganó la final por 2 a 1 con goles de Sergio González y Diego Tristán. Tras el partido, un eufórico Scaloni declaró en televisión española: «¡Le cagamos la fiesta!, ¡Le cagamos la fiesta!». La temporada la acabaron culminando con la consagración en la Supercopa española ante el Valencia (que tenía en su alineación a los argentinos Mauricio Pellegrino, Roberto Ayala y Pablo Aimar), en una abultada victoria por 4 a 0.
En las siguientes dos temporadas, Scaloni se estableció más en la alineación titular. Si bien el equipo no pudo repetir conquistar la liga, acabó 3.º por dos años seguidos, haciéndose un equipo habitual en la Liga de Campeones, algo inusual para el club. En Liga de Campeones, el equipo logró gestas únicas, como victorias en estadios como Highbury y Old Trafford, y logró una remontada ante el Milan luego de una derrota 4 a 1, en la que Scaloni fue titular, durante la temporada 2003-04; consiguió golear al equipo italiano 4 a 0 en Riazor, en una de las noches más históricas de la competencia.
En sus últimas temporadas, la época dorada del Súper Dépor llegó a su fin con la marcha de Irureta en 2005, si bien el equipo no logró mantener el nivel tan alto que venía llevando para esa última temporada. Su reemplazo, el entrenador español Joaquín Caparrós, tenía fama de no tener mucha consideración para jugadores argentinos. La primera sorpresa fue cuando en enero de 2006 llegó José Néstor Pékerman para verlos a él y a Aldo Duscher en un partido en Valencia, pensando en el Mundial de mitad de año. El DT ni siquiera los puso, sumado a que ya no tenía la continuidad de antaño y con su deseo de jugar el Mundial de ese año, al regresar a La Coruña, Scaloni rescindió el contrato una vez acabado el mercado de fichajes.

### West Ham, Racing de Santander y Mallorca

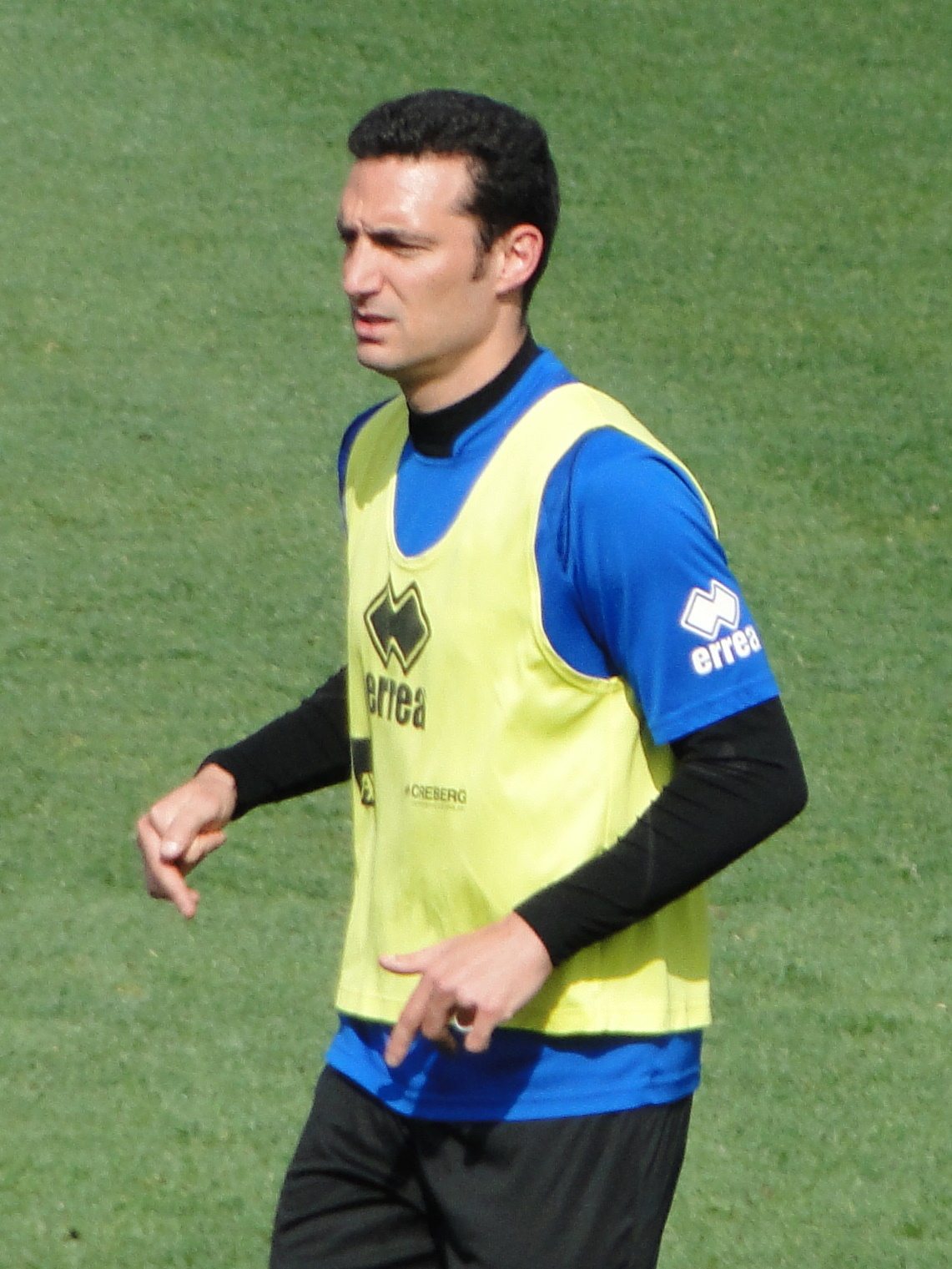
Scaloni entrenando con el Atalanta Calcio, año 2014.

En 2006 prefirió ser cedido a préstamo al West Ham, en el que jugó el resto de la temporada de titular, justo medio año antes de que llegaran Carlos Tévez y Javier Mascherano desde el Corinthians. Apenas jugaría 13 partidos durante la segunda rueda de la temporada 2006-07, y luego pasó al Racing de Santander donde fichó el 13 de septiembre del 2006 y era dirigido por Miguel Ángel Portugal por una temporada, jugando 31 partidos, todos ellos de titular, pero bastó que fuera reemplazado por Marcelino García Toral para que fuera el primer descarte del equipo.
El 30 de junio de 2007, fichó por cinco temporadas con la Lazio y formó parte de la temporada 2007/08. El 25 de enero de 2008, se le cedió al Mallorca por una temporada y media donde logró disputar 34 partidos, para luego tener un segundo paso al volver a mitad de 2009 a la SS Lazio.

### Últimos años en Lazio y retiro en Atalanta Calcio
En su segunda vuelta a la Lazio, Scaloni logró disputar un total de 49 partidos en un lapso de cuatro temporadas, alternando suplencias y titularidades esporádicas. En enero de 2013, fue transferido al Atalanta Calcio, donde disputó 17 partidos en sus últimas tres temporadas como profesional bajo la dirección técnica de Stefano Colantuono hasta su retiro oficial en el cierre de la temporada 2014-15.

## Trayectoria como entrenador

#### Selección sub-20 de Argentina

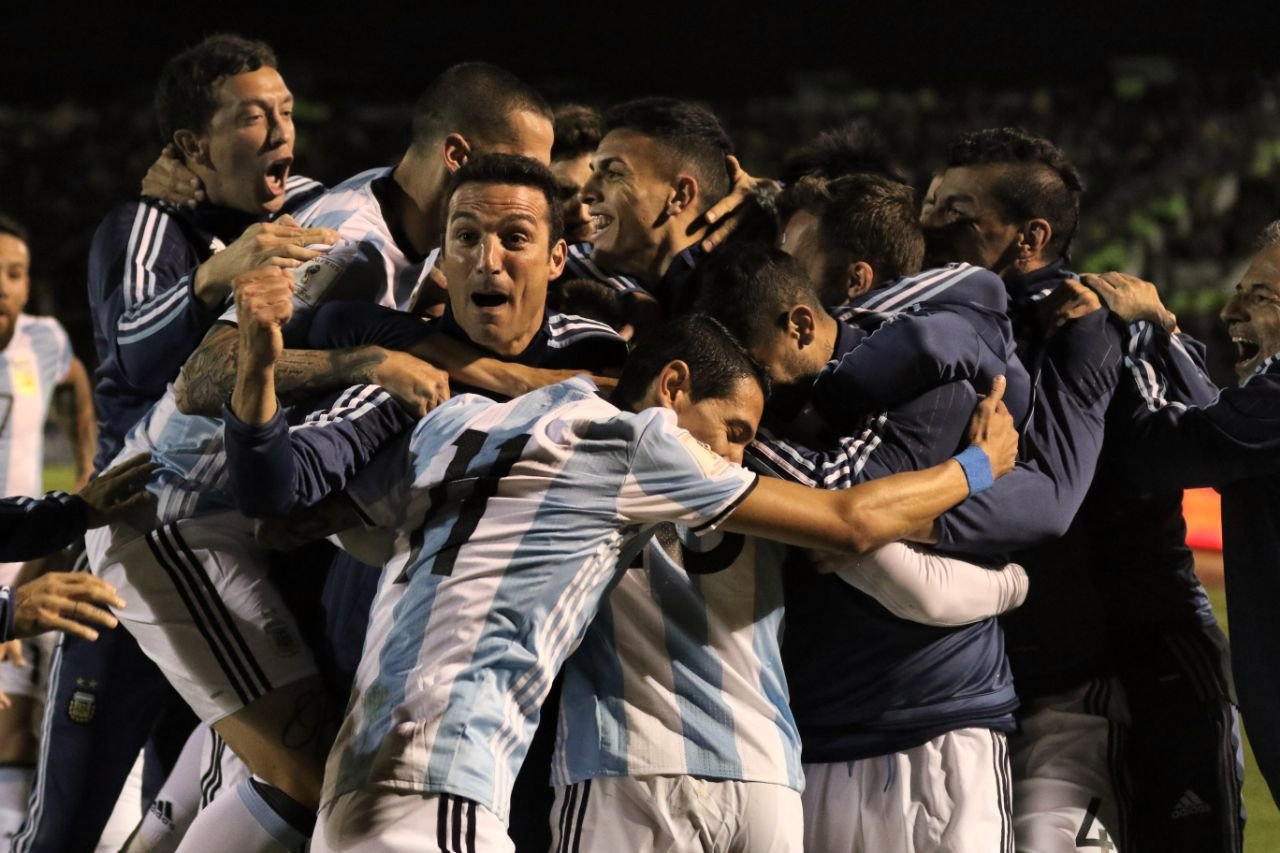
Lionel Scaloni como asistente técnico festejando la victoria sobre Ecuador en las eliminatorias en 2017.

Antes de retirarse, Lionel ya sabía que quería ser director técnico, por lo que comenzó el curso y las capacitaciones durante su última etapa como jugador. Su primer trabajo fue en las juveniles del Mallorca, mientras esperaba que Jorge Sampaoli cumpliera su promesa de sumarlo a su cuerpo técnico. Cuando asumió en el Sevilla, Scaloni se incorporó a su personal de ayudantes; luego Sampaoli fue convocado por la AFA, y ahí fue Lionel, como analista de rivales. Esa tarea cumplía durante el Mundial de Rusia 2018 cuando Sampaoli perdió el rumbo y hubo rumores de golpe de estado por parte de los jugadores, más la pelea con Sebastián Beccacece, donde intervino Lionel para evitar que se agravara la situación.
Luego de la renuncia de Jorge Sampaoli a la selección mayor después de la temprana salida del equipo argentino en octavos de final de la Copa Mundial de Fútbol de 2018, Scaloni pidió seguir en la AFA en el área de juveniles, y fue designado junto a Pablo Aimar para dirigir al Sub-20 que participaría del tradicional Torneo de la Alcudia.
Scaloni logró clasificarse campeón con la sub-20 en el Torneo Internacional de la Alcudia 2018 tras vencer a Rusia por 2-1 (con goles de Facundo Colidio y Alan Marinelli, este último en tiempo suplementario). Su ayudante de campo, Pablo Aimar, tuvo un papel destacado en la preparación para dicho torneo. Por aquellos días, el puesto de técnico de la Selección era un hierro caliente que nadie quería tomar, a lo que se sumaba la renuncia de figuras como Javier Mascherano y Lucas Biglia. Así Scaloni (con Aimar y Walter Samuel como sus ayudantes de campo) asumiría interinamente el cargo de entrenador de la selección mayor por un tiempo indefinido, iniciando sus compromisos en la primera doble fecha de partidos FIFA posteriores a la Copa Mundial en el mes de septiembre, contra las selecciones de Guatemala y Colombia en una gira por los Estados Unidos.

#### Participaciones en elTorneo de la Alcudia
| Torneo                                              | Sede   | Resultado |
| --------------------------------------------------- | ------ | --------- |
| Torneo Internacional de Fútbol Sub-20 de la Alcudia | España | Campeón   |

#### Selección mayor

##### Interinato
Se destacó por comenzar un proceso de renovación generacional en la selección absoluta, convocando a jugadores jóvenes con poco recorrido vistiendo la casaca albiceleste, y dejando afuera a aquellos con mayor trayectoria tales como Lucas Biglia, Éver Banega o Gonzalo Higuaín. El sábado 8 de septiembre, la renovada selección comandada por Scaloni se midió ante Guatemala en el Memorial Coliseum de la ciudad de Los Ángeles. Alineó un esquema ofensivo de mayor intensidad en el primer tiempo aunque, en el complemento, decidió que el equipo jugara más a la posesión y recuperación del balón, lo que resultó en que el mismo no creara tantas situaciones de peligro como en los primeros cuarenta y cinco minutos.
En su estreno como entrenador, obtendría un holgado triunfo por 3-0 ante su par centroamericano (con goles de Pity Martínez (de penal, a los 27'), Giovani Lo Celso (a los 35'), y Giovanni Simeone (a los 44'), mostrando un claro dominio ante un rival de inferior jerarquía.
Tres días después, el martes 11 de septiembre, el seleccionado argentino continuaría su excursión por suelo estadounidense enfrentando a Colombia, que había citado a todas sus figuras para este amistoso en particular (con una notable ausencia de James Rodríguez debido a una lesión). Este encuentro generó más expectativas debido al mayor nivel de la escuadra cafetera en comparación al elenco guatemalteco, siendo por ende, una medición de peso más precisa para el recambio albiceleste. Scaloni, en tanto, hizo varias modificaciones en su alineación inicial (solo dejando a algunos de los que habían participado en el partido anterior) en pos de dar rodaje y evaluar a todos los jugadores convocados. El combinado celeste y blanco demostraría una leve superioridad a lo largo de lo que fue un áspero duelo entre ambos conjuntos, teniendo mejor juego, más chances de gol, más remates (al arco y en general), y menos faltas que los cafeteros, aunque no logró poder plasmar dicho rendimiento en el resultado, que finalizó con un empate en cero.
Continuó sus compromisos como director técnico el mes siguiente, donde siguió al mando del conjunto nacional en sus encuentros de ese mes ante Irak y Brasil en una gira por Arabia Saudita. Reservando a sus jugadores más destacados para el Superclásico de las Américas, el jueves 11 de octubre, el seleccionado argentino se enfrentó a Irak, en el cual Scaloni puso a prueba una variedad de formaciones, así como también a jugadores que no habían tenido la posibilidad de salir a la cancha en la anterior tanda de amistosos. La Albiceleste logró su segunda victoria bajo la tutela de Scaloni, logrando una contundente victoria por 4-0 (con goles de Lautaro Martínez a los 18', Roberto Pereyra a los 53', Germán Pezzella a los 82', y Franco Cervi a los 90+1'). Cuatro días más tarde, tuvo su más difícil desafío a superar hasta el momento, enfrentando a Brasil, que contaba con todas sus estrellas y había conservado su base mundialista para el centésimo lance con Argentina. El entrenador apostó por una fija formación defensiva, ordenando que su equipo únicamente debía salir a la contra en los errores del rival, pero la celeste y blanca sufrió su primera derrota con Scaloni al mando al caer ante su némesis por 0-1. Pese a los pronósticos adversos y no haber contado con sus referentes, tuvo una lúcida presentación ante una verdeamarela que, si bien dominó gran parte del encuentro, no logró imponerse frente a una albiceleste con un elenco de jugadores mayormente novatos y sin experiencia, solo consiguiendo un ajustado triunfo sobre la hora en la recta final, cuando el zaguero brasileño João Miranda logró conectar con la cabeza un agónico gol a los 90+4', luego de un excelente saque de esquina realizado por Neymar, y una mala salida del guardameta albiceleste, Sergio Romero, que había intentado anticiparse al mismo.
En noviembre, la escuadra nacional jugó un torneo amistoso con la selección de México en territorio local, patrocinado por Adidas (marca que viste a ambos seleccionados). Scaloni una vez más apostaría a un planteo equilibrado en ambos encuentros ante el combinado tricolor, dando mayor importancia a la recuperación del balón, pero no así a la posesión del mismo. El primer encuentro fue disputado en la provincia de Córdoba en el estadio Mario Alberto Kempes, que terminó 2-0 para la albiceleste con goles de Ramiro Funes Mori (a los 44', asistido por Paulo Dybala) e Isaác Brizuela en contra (a los 83', tratando de evitar un pase de Renzo Saravia que hubiese terminado en gol de Mauro Icardi), y otro en la provincia de Mendoza, en el estadio Malvinas Argentinas (2-0 nuevamente, con goles de Icardi a los 2', y Dybala a los 87', con asistencia de Giovanni Simeone), finalizando con Argentina coronándose campeona del trofeo en disputa (Copa Adidas), y dando así el interinato de Scaloni en la albiceleste por concluido.
Durante su interinato, la selección de Scaloni disputó seis encuentros de carácter amistoso, sumó cuatro victorias (ante Guatemala, Irak, y México), un empate (ante Colombia), y una derrota (ante Brasil), logró once goles a favor y tan solo uno en contra, mostrando un enorme poderío defensivo. Hizo debutar a dieciséis jugadores y convocó a cuarenta y uno jugadores en total, con solo cuatro de ellos teniendo más de veinte partidos vistiendo la casaca albiceleste (Romero, Nicolás Otamendi, Ramiro Funes Mori y Erik Lamela), y únicamente llamó a diez que estuvieron en el Mundial de Rusia (Franco Armani, Nicolás Tagliafico, Gabriel Mercado, Otamendi, Maximiliano Meza, Marcos Acuña, Paulo Dybala, Giovani Lo Celso, Cristian Pavón, y Eduardo Salvio). A su vez, varios jugadores lograron marcar sus primeros tantos internacionales con la albiceleste, estando en esta situación Pity Martínez, Giovani Lo Celso, Giovanni Simeone (los tres ante Guatemala), Lautaro Martínez, Germán Pezzella, Franco Cervi (los tres frente a Irak), Mauro Icardi y Paulo Dybala (ambos frente a México), todos marcando al menos un gol bajo el mando de Scaloni. También se destacó la marcada ausencia de Lionel Messi y otros futbolistas de renombre pertenecientes a la anterior generación. Debido a estos resultados positivos y por la buena opinión recogida en los jugadores (como Dybala, Icardi, Rodrigo de Paul y Mercado, por ejemplo), de la dirigencia de la Asociación del Fútbol Argentino (incluyendo al presidente de este órgano, Claudio "Chiqui" Tapia), y el público a nivel general, Scaloni se perfiló para ser nominado como el técnico definitivo del seleccionado nacional, aunque también pesó la negativa de dirigir la albiceleste (o la indisponibilidad de los mismos respecto a los contratos con sus respectivos clubes) de otros candidatos de mayor peso, como Gerardo Martino, Mauricio Pochettino, Diego Simeone, entre otros.

##### La confirmación
El 29 de noviembre, Scaloni fue ratificado como el director técnico definitivo de la selección argentina por el presidente de AFA, Claudio Tapia, quien lo confirmó en el mando de la mayor hasta la Copa América 2019, con una opción de extensión de contrato hacia la Copa América 2021 de conseguir buenos resultados en la edición 2019.
En su primer torneo al frente de la albiceleste, la Copa América 2019, comenzó con una floja actuación, sufriendo derrota por 2-0 ante Colombia y logrando (después del tempranero gol paraguayo) un trabajoso empate 1-1 ante Paraguay, dos penosas presentaciones que estuvieron a punto de dejarla eliminada, y donde el técnico modificó varias veces su esquema intercambiando a Sergio Agüero, Ángel Di María, Lautaro Martínez y otros ensayos para rodear a Lionel Messi, este último jugando por debajo del nivel esperado aunque con un compromiso superior a lo visto anteriormente. En la última fecha de la fase de grupos se logró una victoria 2-0 ante Catar (Lautaro Martínez 4', Sergio Agüero 82') que permitió avanzar a cuartos, de forma sufriente, pero válida.
En cuartos de final se enfrentó a Venezuela, (Lautaro Martínez 10', Giovanni Lo Celso 74') clasificando a semifinales del torneo continental, una actuación más aceitada ante un rival que, si bien fue claramente inferior, en ningún momento le facilitó las cosas.
En las semifinales, tocó jugar con Brasil en Belo Horizonte. Allí los albicelestes completaron su mejor partido y tuvieron las mejores ocasiones, (Argentina intentó 10 tiros más que Brasil (14-4), incluyendo dos en los palos), aunque acabaron perdiendo 2-0 (Gabriel Jesús 19', Roberto Firmino 71') de forma polémica ya que el VAR jugó a favor de Brasil al no cobrar un penal claro a favor de Argentina que hubiera significado el posible empate pero acabó en el segundo gol brasileño, y otro penal más que no fue revisado por el árbitro, siendo esta la última caída de la selección antes del gran invicto de partidos sin derrotas que empezaría a partir del partido siguiente, y antes del nacimiento de la «Scaloneta». Así, Lionel Scaloni se convirtió en el primer entrenador de Argentina en perder sus primeros dos duelos ante Brasil en todas las competencias desde César Luis Menotti en 1975.
Finalmente, la albiceleste logró el tercer lugar en el torneo, tras derrotar 2-1 a Chile con goles de Sergio Agüero (12') y Paulo Dybala (22') para la albiceleste. Arturo Vidal (59') descontó para los chilenos de penal.
Luego del tercer lugar en la Copa América de Brasil, Lionel Scaloni fue ratificado en su cargo hasta fin de 2019, contemplando los seis amistosos previos a las Eliminatorias camino a Catar 2022. Pero tras una reunión privada entre Claudio Tapia y César Luis Menotti, el DT fue confirmado también para las clasificatorias mundialistas. El respaldo público de los jugadores fue determinante para que la cúpula dirigencial optara por mantenerlo como entrenador. En septiembre se enfrentó en amistosos internacionales a los seleccionados de Chile y México, en el cual, en el partido contra Chile culminaría un empate entre ambos 0-0 y contra México culminaría 4-0 a favor de la albiceleste con un triplete de Lautaro Martínez y con un gol desde el punto de penal de Leandro Paredes, en octubre jugó un amistoso internacional contra el combinado de Alemania en el cual empezó perdiendo 2-0 en el primer tiempo con goles de Serge Gnabry (15'), Kai Havertz (22'), luego la albiceleste reaccionó y empató al combinado alemán 2-2 con goles de Lucas Alario (66') y de Lucas Ocampos (85'). El domingo, 13 de octubre de 2019 jugó su segundo amistoso de fecha FIFA ante el seleccionado de Ecuador, partido el cual terminó en victoria por 6-1 a favor de la albiceleste con goles de Lucas Alario (20'), Jhon Espinoza (27') en contra, Leandro Paredes (35') desde el punto de penal, Germán Pezzella (66'), Nicolás Domínguez (82') y Lucas Ocampos (86'). Mientras tanto, el descuento para el seleccionado ecuatoriano lo anotó Ángel Mena (49'), decretando así el 6-1 final.

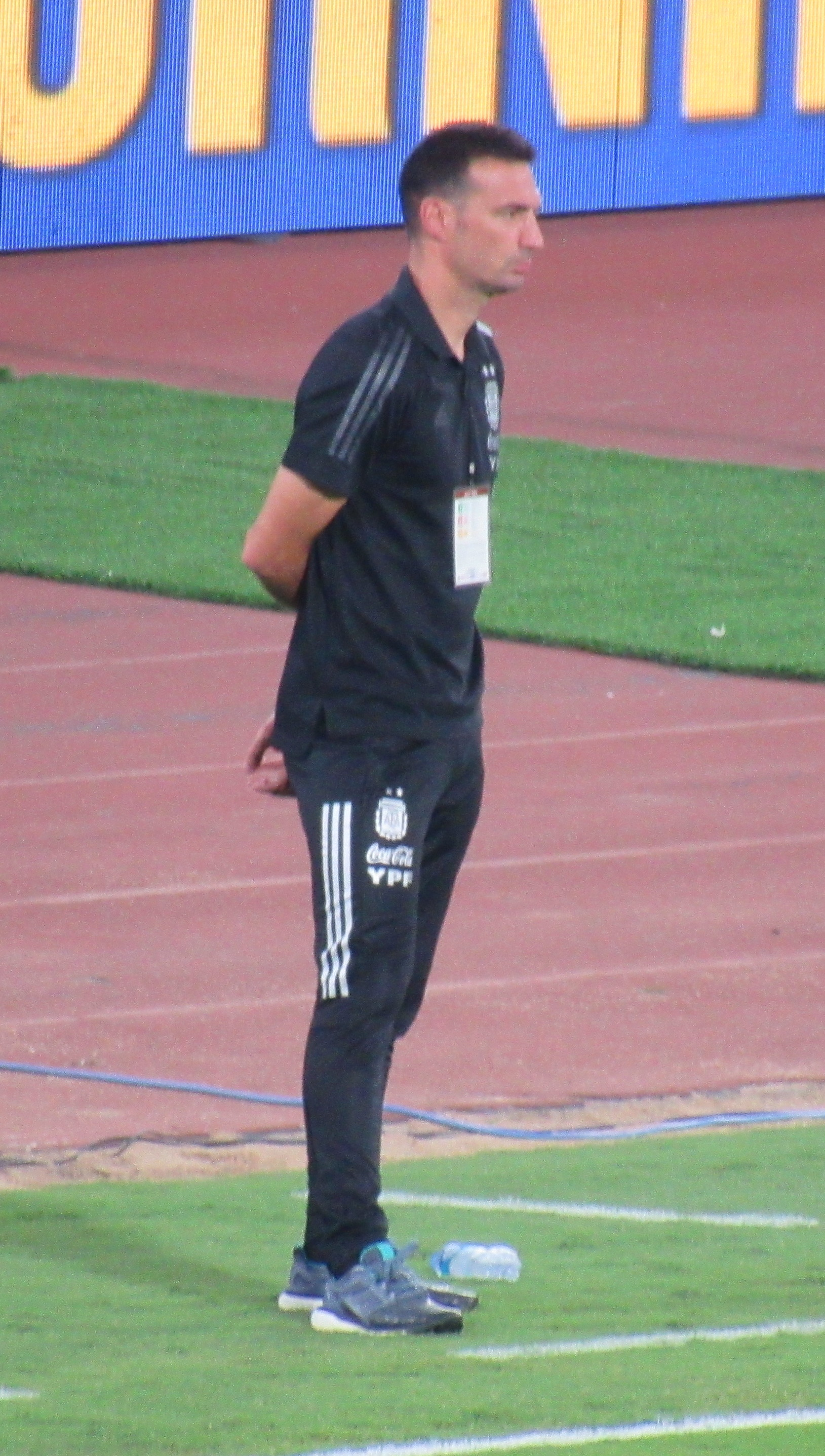
Scaloni dirigiendo frente a Colombia en las Eliminatorias al Mundial 2022.

Más tarde, en noviembre de 2019, disputó 2 encuentros amistosos en Arabia Saudita contra Brasil y Uruguay, dos de los más grandes rivales de Argentina. Su selección logró ganar su primer partido ante Brasil por 1-0 con gol de Lionel Messi (13') y mostrando una amplia superioridad deportiva sobre la verdeamarela que no se reflejaba en el resultado. Su segundo encuentro ante Uruguay resultó en un empate 2-2 en lo que fue una gran actuación por parte de ambas selecciones, con goles de Edinson Cavani (33') y Luis Suárez (68') de tiro libre para Uruguay y Sergio Agüero (62') y Lionel Messi (92') de penal para la Argentina finalizando así el 2019 para Scaloni y la selección.
En 2020 se confirmó su mandato hasta la Copa América de 2020 la cual se postergó para el año 2021 debido a la pandemia ocasionada por el nuevo COVID-19. La selección de Scaloni volvió a jugar en octubre de 2020 luego del parón por la pandemia. Jugó 2 partidos por las eliminatorias al próximo mundial de Catar, donde ganó su primer partido ante Ecuador por marcador de 1-0 en Buenos Aires con gol de Lionel Messi (12') de penal y ganando el segundo partido ante Bolivia por 2-1 con goles de Lautaro Martínez (44') y Joaquín Correa (78') para Argentina y Marcelo Martins (24') para Bolivia logrando así un histórico triunfo sobre la selección boliviana en la altura de La paz luego de 15 años (victoria en la que él estuvo presente como jugador).
En noviembre del mismo año, la albiceleste se enfrentó a Paraguay en Buenos Aires, partido que terminó en empate 1-1 con goles de Ángel Romero (21') de penal para la albirroja y Nicolás Iván González (41') para la Argentina. Más tarde, la selección Argentina se enfrentó a Perú en Lima resultando en una victoria 2-0 para los de Scaloni con goles de Nicolás Iván González (17') y Lautaro Martínez (27').
En 2021 la Selección jugó partidos de Eliminatorias el 3 de junio con Chile (1-1), el 8 de junio con Colombia (2-2), ambos encuentros en los que el equipo siguió mostrando falencias en sus líneas defensivas, si bien permitió el rearmado del ataque con Lautaro Martínez, Nico González y Lionel Messi.

##### Campeón de Copa América 2021
Inmediatamente se jugó la Copa América 2021, donde en la fase de grupos, el seleccionado dirigido por Scaloni volvió a empatar con Chile (1-1), venció a Uruguay 1-0, derrotó a Paraguay 1-0 y goleó a Bolivia 4-1.
En cuartos de final, venció a Ecuador 3-0, y en semifinales enfrentó a Colombia con quien luego de empatar 1-1 en el tiempo reglamentario, venció por penales (3-2) en una actuación destacada del arquero Argentino, Dibu Martínez, que contuvo los disparos de Davinson Sánchez, Yerry Mina y Edwin Cardona. Luego de este triunfo, aparecieron en las redes sociales imágenes que tenían de protagonista a Lionel Scaloni manejando un colectivo, llevando a los integrantes de la selección, y en el frente del vehículo, la frase «La Scaloneta». Y este se convirtió en el apodo de la selección bajo su dirección.
Finalmente, el 10 de julio de 2021 jugó la final con su clásico rival, Brasil, en el mítico Estadio Maracaná, donde con gol de Di María, asistido por de Paul, se logró ganar la Copa América 2021 después de 28 años sin títulos, consiguiendo también Scaloni su primer título como entrenador.

##### Clasificación a Catar
El 16 de noviembre de 2021, empató 0-0 ante Brasil en el estadio del Bicentenario de San Juan, en un clásico sin brillo y con pocas situaciones de gol. De todos modos, la igualdad le entregó a la Albiceleste el pasaje a Catar 2022. Las derrotas de Uruguay y Chile más el empate de Colombia, terminaron de cerrar la clasificación de los dirigidos por Lionel Scaloni, cinco fechas antes del final de las Eliminatorias.

##### Récord de partidos invicto y un nuevo título
En septiembre de 2021, Conmebol y UEFA anunciaron que se disputaría una nueva final entre el campeón de América y el campeón de Europa, llamada Finalissima, la cual tiene como antecesora a la Copa Artemio Franchi que contaba con 2 ediciones (1985 y 1993).
El 1 de junio de 2022, la Selección Argentina se midió frente a la Selección de fútbol de Italia en Wembley, partido en el que Argentina con una gran actuación venció con categoría al combinado italiano por 3-0 con goles de Lautaro Martínez a los 27' (con una gran jugada y posterior asistencia de Lionel Messi), Ángel Di María a los 45+1' (tras un desmarque y pase filtrado de Lautaro Martínez) que la picó como en las finales de Pekín 2008 y Copa América 2021; y a los 90+4' tras un contraataque liderado por Lionel Messi asistió a Paulo Dybala para decretar el 0-3 y liquidar el partido. Tras este triunfo, Scaloni llegó a los 32 partidos invictos con la selección, superando el récord de Alfio Basile, quien había logrado 31 entre 1991 y 1993.

##### Mundial de Catar 2022
Scaloni dio oficialmente la lista preliminar de convocados al Mundial el 22 de octubre de 2022, a la espera de la recuperación de las lesiones de Paulo Dybala, Juan Foyth y Leandro Paredes. El 11 de noviembre, a través de redes sociales, confirmó a los 26 jugadores para disputar la Copa Mundial, en la que el único ausente importante fue Giovani Lo Celso, pieza clave durante el proceso de su mandato. Como su reemplazo, convocó al juvenil Enzo Fernández, que había demostrado un gran nivel durante el año jugando para River Plate y el Benfica. La delegación llegó a Catar el 16 de noviembre, después de jugar un amistoso ante Emiratos Árabes en Abu Dabi, donde la Albiceleste goleó 5 a 0. Argentina se instaló en el complejo deportivo de la Universidad de Catar. El 18 de noviembre, desafectó de la concentración a los delanteros Nicolás González y Joaquín Correa, tras no verlos aptos físicamente de cara al debut. Como reemplazos a último momento, llamó al mediocampista juvenil Thiago Almada, y al delantero del Atlético de Madrid, Ángel Correa.
Argentina debutó en el Mundial el 22 de noviembre ante Arabia Saudita en el Estadio Icónico de Lusail, dos días después del inicio del campeonato. Para intentar compensar la ausencia de Lo Celso, Scaloni alineó como titular al mediocampista Alejandro «Papu» Gómez. Si bien Argentina empezó ganando con un gol de penal de Lionel Messi a los 10 minutos de empezado el partido, el equipo no pudo estirar la ventaja, llegando a tener tres goles anulados por fuera de juego; esto se debió a que Hervé Renard, el entrenador de Arabia, ordenó que sus defensores jugasen adelantados para que los delanteros argentinos cayeran en la trampa del fuera de juego. Al segundo tiempo, Arabia sorprendió a Argentina y dio uno de los primeros batacazos de la Copa, al convertirle dos goles en un lapso de apenas 5 minutos. A pesar de que Scaloni hizo ingresar al delantero Julián Álvarez para que acompañe a Lautaro Martínez a revertir el marcador, Argentina no pudo ni siquiera empatar y acabó derrotada en su debut mundialista, algo similar a lo que había ocurrido en el Mundial de Italia 1990, en donde el seleccionado argentino cayó ante Camerún por 1 a 0 en su primer partido. Tras el partido, Messi declaró ante los medios que «que la gente continúe confiando, que este grupo no los iba a dejar tirados».
Para intentar revertir la situación crítica de una posible eliminación temprana del seleccionado y un fracaso deportivo como lo ocurrido en el Mundial de Corea-Japón 2002, Scaloni realizó cinco cambios en la alineación del equipo para enfrentar a la México del Tata Martino. Uno de los cambios más destacados fue el reemplazo del Papu Gómez por el del mediocampista del Brighton, Alexis Mac Allister. Durante el primer tiempo, ni Argentina ni México pudieron hacerse daño, en un partido donde la tensión y nervios por parte del plantel argentino lo retraía de jugar cómodamente, a pesar de la gran cantidad de hinchas argentinos presentes (marcando el récord de espectadores en la historia de la competencia). Lionel Messi recién pudo romper el empate al minuto 64' con un remate de fuera del área que se clavó abajo del segundo palo del arquero Guillermo Ochoa. A partir de ahí, Argentina pudo dominar el encuentro, mientras que México tan solo contó en sus chances con nulos contraataques. Enzo Fernández entró al minuto 57' por Guido Rodríguez, convirtió un golazo clavándola a la escuadra para sentenciar el partido al minuto 87'. Si bien este resultado no terminaba de asegurar la clasificación de Argentina para los octavos de final, el equipo pudo superar el desafío de levantarse anímicamente tras la sorpresiva derrota. El 30 de noviembre, y con la posibilidad de ganar el grupo, Argentina derrotó a la selección polaca de Robert Lewandowski por 2 a 0, con goles de Julián Álvarez y Alexis Mac Allister. El equipo pudo destacar su juego por primera vez en el torneo, y además Lionel Messi aprovechó para gambetear a Lewandowski luego del enfrentamiento mediático entre ambos por sus declaraciones sobre el Balón de Oro.
Luego de clasificarse a la ronda eliminatoria como cabeza de grupo, Argentina fue emparejada en la primera llave ante Australia, que venía de dar el batacazo de pasar su grupo compartido con Francia, Dinamarca y Túnez. Si bien al seleccionado le costó acomodarse en el partido ante la férrea defensa australiana, Messi volvió a destrabar el marcador con un gol de jugada tras una asistencia de Nicolás Otamendi. A partir de ese momento, y de otro gol de Julián Álvarez, quien terminó de reemplazar al delantero titular Lautaro Martínez, Argentina superó a su rival futbolísticamente comódamente, y pudo clasificarse a cuartos de final, a pesar de que en la última parte Australia logró descontar tras un gol en contra de Enzo Fernández, y casi lo empató con un remate sobre el último minuto que fue atajado por el Dibu Martínez.
Por cuartos de final, Argentina volvió a reencontrarse con Países Bajos, país al cual el seleccionado argentino había derrotado previamente por penales en las semifinales del Mundial de Brasil 2014. Antes del partido, se produjo un enfrentamiento dialéctico entre el entrenador neerlandés Louis van Gaal y el equipo argentino. Van Gaal se había ganado mala fama en los medios argentinos por sus destratos hacía sus exjugadores sudamericanos, como Juan Román Riquelme y Ángel Di María. A su vez, declaró en la rueda de prensa previa al partido que «Messi no había tocado una pelota» en su duelo anterior en 2014, y reafirmó su menosprecio hacia Di María. Además, el arquero del equipo Andries Noppert, declaró que podía atajarle un penal a Lionel Messi si se presentaba la ocasión. El 9 de diciembre, Argentina comenzó venciendo a Países Bajos por 2 a 0, y cuando el partido parecía terminar de esa manera, el delantero neerlandés Wout Weghorst empató el partido con un cabezazo y luego definió una jugada preparada de tiro libre por parte de los neerlandeses en el último minuto de partido. A pesar de esto, Argentina no se salió del esquema y superó ampliamente a sus rivales en el tiempo extra, pero no pudo definir el partido a su favor, que acabó definiéndose por penales. Dibu Martínez volvió a ser la figura argentina, atajándole los penales a Van Dijk y Berghuis. Lautaro Martínez, que había perdido su puesto por Julián Álvarez, acabó ingresando para convertir su penal que definió la victoria para Argentina.
En semifinales, Argentina se cruzó con la Croacia de Luka Modrić, que venía de eliminar a la favorita Brasil, y con la cual la selección había caído derrotada por 3 a 0 en el Mundial de Rusia 2018. Para contrarrestar al trabajador mediocampo croata, Scaloni volvió a colocar a Paredes como titular para generar superioridad numérica. Argentina pudo dominar y superar futbolísticamente a los croatas durante la mayor parte del partido, y acabó ganando por 3 a 0 con un gol de penal de Messi y dos de Julián Álvarez. Scaloni volvió a clasificar a una final a Argentina después de ocho años. Un día después, se confirmó que su rival sería la Francia de Kylian Mbappé, que eliminó a Marruecos por 2 a 0.
La final de la competencia se jugó el domingo 18 de diciembre a las 18:00 (+3 GMT) en el Estadio Icónico de Lusail, un partido de ida y vuelta donde Argentina se adelantó en el marcador 2:0 en el primer tiempo, pero terminó empatando 3:3 por la destacada actuación de Kylian Mbappé. Finalmente, Argentina ganó por penales, para salir campeones del mundo después de 36 años. Con este título Scaloni marcó el récord de ganar tres títulos distintos en menos de dos años. Además, Scaloni fue premiado como el mejor entrenador nacional masculino del mundo, según la Federación Internacional de Fútbol Historia y Estadística (IFFHS).

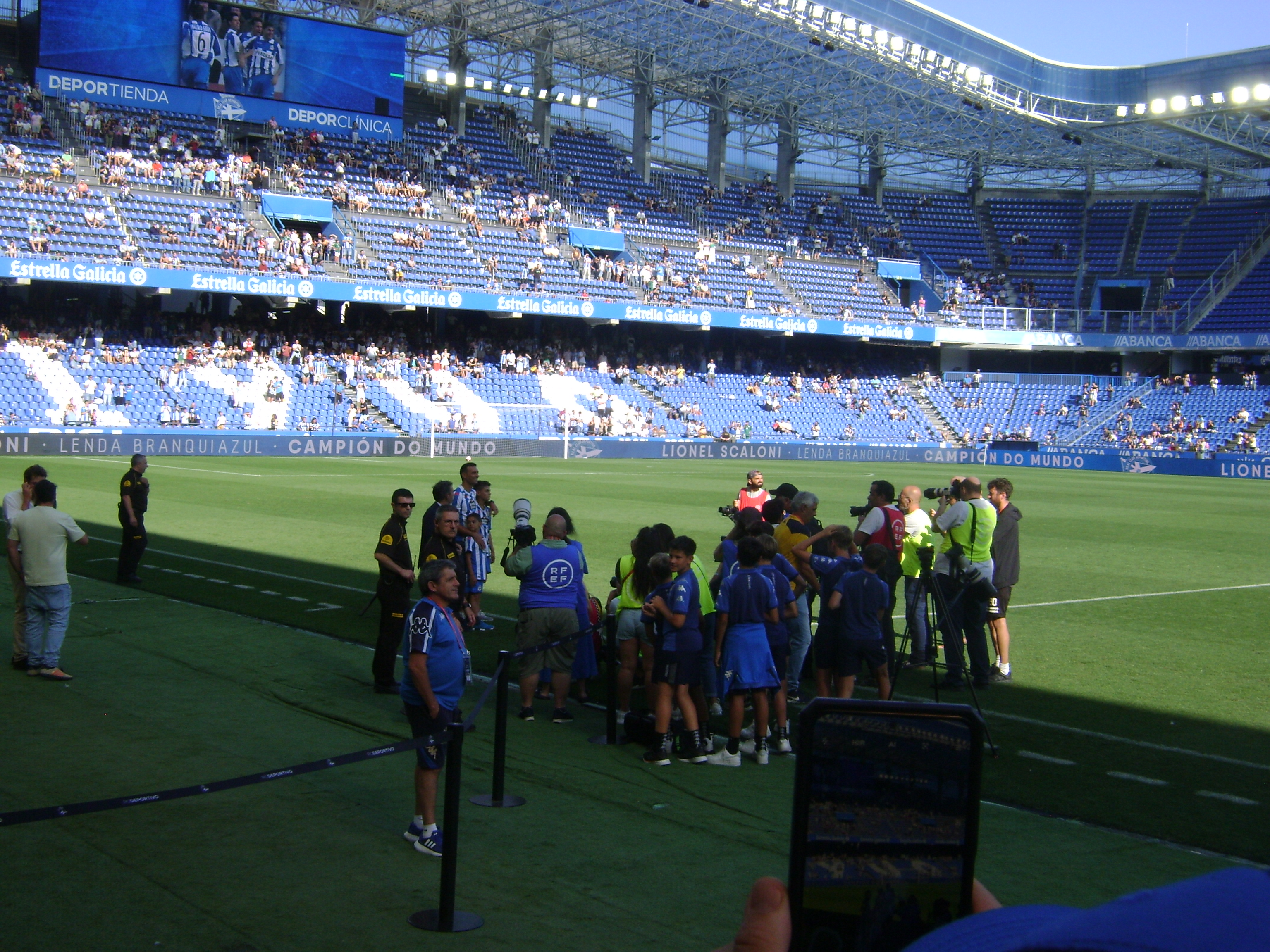
Scaloni siendo homenajeado por el Deportivo de La Coruña en el estadio de Riazor, La Coruña, Galicia (España) en un partido amistoso disputado entre el Deportivo y el Atlético Arteixo.

##### Proceso 2023-2026
El 27 de febrero de 2023, a unos meses de la final de Catar 2022 y en la antesala de la entrega de los premios de la FIFA The Best, la AFA anunció la renovación del cuerpo técnico hasta 2026. Ese mismo día, en París, Scaloni fue galardonado con el premio The Best 2022 como el mejor entrenador de fútbol masculino del dicho año tras su desempeño en el seleccionado nacional.

«No hay cosa más linda que ver feliz a todo tu país. Ver a esa gente emocionada en las calles no tiene precio. Este triunfo es para ellos».
Lionel Scaloni, tras ganar el Premio The Best.

El 9 de junio de 2024, Scaloni alcanzó su partido número 70 como técnico de la selección argentina, convirtiéndose en el quinto entrenador con más partidos dirigidos en la historia del seleccionado nacional. Este logro se produjo durante la victoria 1-0 contra Ecuador, en el marco de la preparación para la Copa América 2024.

##### El bicampeonato de América

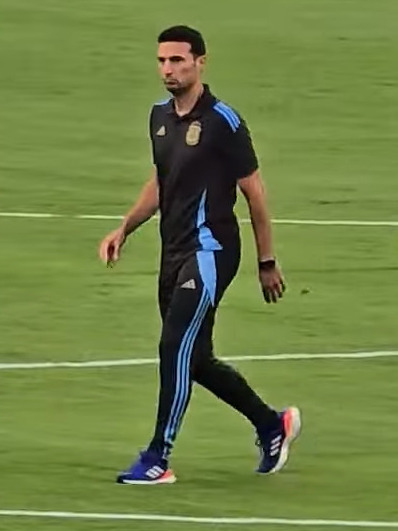
Scaloni en la semifinal de la Copa América 2024 ante Canadá.

La selección Argentina empezó su participación en la Copa América 2024 disputada en Estados Unidos, el equipo argentino ganó su grupo (Grupo A) que compartía con Canadá, Chile y Perú, con un paso perfecto con 3 victorias, 5 goles anotados y 0 goles recibidos, fue en los cuartos de final contra Ecuador donde en un repentino empate en los últimos minutos llevó al partido a la definición por penales, Emiliano Martínez fue el héroe nuevamente al atajar dos penales, equilibrando el fallo de Lionel Messi en la apertura de los mismos, en las semifinales volvería a encontrarse con el equipo de Canadá y nuevamente se llevó la victoria por 2-0, en la final contra Colombia fue el más duro en el certamen, llegando al tiempo suplementario contra un equipo colombiano que venía invicto hace 28 partidos (siendo Argentina el último equipo en haberlos derrotado), el partido se definió gracias a un gol agónico en el minuto 112 de Lautaro Martínez, Scaloni con esto lograría su cuarto título con el seleccionado argentino, igualando en cantidad a Alfio Basile.

###### Participaciones en Copas del Mundo
| Mundial           | Selección | Sede  | Resultado |
| ----------------- | --------- | ----- | --------- |
| Copa Mundial 2022 | Argentina | Catar | Campeón   |

###### Participaciones en Copa América
| Copa              | Selección | Sede           | Resultado    |
| ----------------- | --------- | -------------- | ------------ |
| Copa América 2019 | Argentina | Brasil         | Tercer Lugar |
| Copa América 2021 | Argentina | Brasil         | Campeón      |
| Copa América 2024 | Argentina | Estados Unidos | Campeón      |

###### Participaciones en Copa de Campeones Conmebol-UEFA
| Torneo           | Selección | Sede    | Resultado |
| ---------------- | --------- | ------- | --------- |
| Finalissima 2022 | Argentina | Londres | Campeón   |

## Selección nacional

### Como jugador
Por sus buenas actuaciones en Estudiantes durante la temporada 1996-97, José Pekerman, entrenador de las selecciones juveniles de Argentina, lo convocó para el Mundial sub-20 de Malasia 1997. En el debut ante Hungría, Scaloni convirtió un gol para la goleada 3-0. En los cuartos de final, el equipo se enfrentó a la favorita al título, Brasil, en el que Scaloni convirtió un gol al minuto 79, tras un pase de Juan Román Riquelme, que abrió el marcador para la victoria 2 a 0 de los argentinos. Argentina terminó siendo campeón mundial al ganarle a Uruguay la final 2 a 1. Por ello, Scaloni fue muy tomado en cuenta por Pékerman en sus períodos al mando de la selección.
En mayo de 1998, fue convocado para disputar el Torneo Esperanzas de Toulon, en donde Argentina se consagró campeón ganándole a Francia la final 2 a 1. Scaloni fue titular durante la mayor parte del torneo, jugando como volante por derecha.
Durante el año 2000, también continuó siendo considerado por Pekerman, convocándolo para disputar el Preolímpico Sudamericano Sub-23, en donde Argentina, a pesar de su gran equipo, no consiguió clasificar, llegando al tercer puesto luego de perder con Chile. Scaloni convirtió un gol en el partido 3 a 0 frente a Uruguay el 4 de febrero del 2000.
Debutó con la Selección Argentina absoluta el 30 de abril de 2003 en un amistoso ante Libia. Recién volvió a ser convocado el 18 de agosto de 2004 en un amistoso ante Japón. Pekerman acabó asumiendo como entrenador de la absoluta en septiembre de 2004, y a pesar de que coincidió justamente con el mal momento de Scaloni en el Depor, Pekerman lo continuó tomando en consideración por su historia juntos en las juveniles.
Durante 2005, disputó un amistoso con Alemania en febrero, y debutó como titular en las Eliminatorias ante Bolivia el 26 de marzo, en una victoria por 2 a 1 en La Paz. También, fue parte del debut fugaz de Lionel Messi ante Hungría el 17 de agosto de ese mismo año. A pesar de que no volvió a ser convocado por el resto de las Eliminatorias ni para la Copa Confederaciones que disputó Argentina ese año, Scaloni volvió a jugar recién el último amistoso del equipo antes de partir al Mundial; en una victoria ante Angola por 2 a 1, entró a jugar 22 minutos, y finalmente, fue convocado para el Mundial de Alemania 2006. Apenas disputó un partido durante la Copa, ante México por octavos de final, donde Argentina acabó ganando 2 a 1 con un gol agónico de Maxi Rodríguez. No volvió a participar en el Mundial, ni volvió a jugar un partido con el seleccionado tras la eliminación, siendo este su último partido con la Albiceleste.

#### Participaciones en fases finales
| Torneo                               | Sede     | Resultado        | PJ | Goles |
| ------------------------------------ | -------- | ---------------- | -- | ----- |
| Copa Mundial Sub-20 1997             | Malasia  | Campeón          | 7  | 2     |
| Preolímpico Sudamericano Sub-23 2000 | Brasil   | Tercer lugar     | 6  | 1     |
| Copa Mundial de la FIFA 2006         | Alemania | Cuartos de final | 1  | 0     |

## Estadísticas

### Como jugador

#### En clubes
| Newell's Old Boys Argentina | 1.ª           | 1995          | 2   | 0  | —  | — | —  | — | 2   | 0  | 0,00 |
| Newell's Old Boys Argentina | 1.ª           | 1995-96       | 10  | 0  | —  | — | —  | — | 10  | 0  | 0,00 |
| Newell's Old Boys Argentina | Total club    | Total club    | 12  | 0  | 0  | 0 | 0  | 0 | 12  | 0  | 0,00 |
| Estudiantes de La Plata Argentina | 1.ª           | 1996-97       | 21  | 3  | —  | — | —  | — | 21  | 3  | 0.14 |
| Estudiantes de La Plata Argentina | 1.ª           | 1997          | 16  | 4  | —  | — | 4  | 1 | 20  | 5  | 0.25 |
| Estudiantes de La Plata Argentina | Total club    | Total club    | 37  | 7  | 0  | 0 | 4  | 1 | 41  | 8  | 0.15 |
| Deportivo La Coruña · España | 1.ª           | 1998          | 18  | 2  | 4  | 0 | —  | — | 22  | 2  | 0.09 |
| Deportivo La Coruña · España | 1.ª           | 1998-99       | 21  | 0  | 9  | 0 | —  | — | 30  | 0  | 0,00 |
| Deportivo La Coruña · España | 1.ª           | 1999-00       | 14  | 0  | 1  | 0 | 5  | 0 | 20  | 0  | 0,00 |
| Deportivo La Coruña · España | 1.ª           | 2000-01       | 25  | 3  | 2  | 1 | 12 | 1 | 39  | 5  | 0.13 |
| Deportivo La Coruña · España | 1.ª           | 2001-02       | 25  | 2  | 6  | 0 | 11 | 0 | 42  | 2  | 0.05 |
| Deportivo La Coruña · España | 1.ª           | 2002-03       | 32  | 3  | 6  | 0 | 11 | 0 | 49  | 3  | 0.06 |
| Deportivo La Coruña · España | 1.ª           | 2003-04       | 23  | 2  | 4  | 0 | 11 | 1 | 38  | 3  | 0.08 |
| Deportivo La Coruña · España | 1.ª           | 2004-05       | 27  | 2  | 2  | 0 | 7  | 0 | 36  | 2  | 0.05 |
| Deportivo La Coruña · España | 1.ª           | 2005          | 15  | 0  | 3  | 1 | 7  | 0 | 25  | 1  | 0.04 |
| Deportivo La Coruña · España | Total club    | Total club    | 200 | 14 | 37 | 2 | 64 | 2 | 301 | 18 | 0.06 |
| West Ham United Inglaterra | 1.ª           | 2006          | 13  | 0  | 4  | 0 | —  | — | 17  | 0  | 0,00 |
| Racing de Santander · España | 1.ª           | 2006-07       | 30  | 2  | 2  | 0 | —  | — | 32  | 2  | 0.06 |
| Lazio · Italia | 1.ª           | 2007-08       | 12  | 0  | —  | — | 7  | 0 | 19  | 0  | 0,00 |
| Mallorca · España | 1.ª           | 2008          | 6   | 0  | —  | — | —  | — | 6   | 0  | 0,00 |
| Mallorca · España | 1.ª           | 2008-09       | 22  | 0  | 6  | 0 | —  | — | 28  | 0  | 0,00 |
| Mallorca · España | Total club    | Total club    | 28  | 0  | 6  | 0 | 0  | 0 | 34  | 0  | 0,00 |
| Lazio · Italia | 1.ª           | 2009-10       | 5   | 0  | 1  | 0 | 1  | 0 | 7   | 0  | 0,00 |
| Lazio · Italia | 1.ª           | 2010-11       | 12  | 0  | 2  | 0 | —  | — | 14  | 0  | 0,00 |
| Lazio · Italia | 1.ª           | 2011-12       | 19  | 1  | —  | — | 2  | 0 | 21  | 1  | 0.05 |
| Lazio · Italia | 1.ª           | 2012          | 4   | 0  | —  | — | 3  | 0 | 7   | 0  | 0,00 |
| Lazio · Italia | Total club    | Total club    | 52  | 1  | 3  | 0 | 13 | 0 | 68  | 1  | 0.01 |
| Atalanta · Italia | 1.ª           | 2013          | 7   | 0  | —  | — | —  | — | 7   | 0  | 0,00 |
| Atalanta · Italia | 1.ª           | 2013-14       | 5   | 0  | —  | — | —  | — | 5   | 0  | 0,00 |
| Atalanta · Italia | 1.ª           | 2014-15       | 3   | 0  | 2  | 0 | —  | — | 5   | 0  | 0,00 |
| Atalanta · Italia | Total club    | Total club    | 15  | 0  | 2  | 0 | 0  | 0 | 17  | 0  | 0,00 |
| Total carrera | Total carrera | Total carrera | 387 | 24 | 54 | 2 | 81 | 3 | 522 | 29 | 0.05 |
| (1) Incluye datos de la Copa del Rey, Supercopa de España, FA Cup, Copa de Italia. (2) Incluye datos de la Supercopa Sudamericana, Copa UEFA, Liga de Campeones de la UEFA, Copa Intertoto de la UEFA. (3) No incluye goles en partidos amistosos. |               |               |     |    |    |   |    |   |     |    |      |

#### Selección nacional
| Selección | Año   | Amistoso | Amistoso | Eliminatorias | Eliminatorias | Copa del Mundo | Copa del Mundo | Total | Total |
| Selección | Año   | PJ       | G        | PJ            | G             | PJ             | G              | PJ    | G     |
| --------- | ----- | -------- | -------- | ------------- | ------------- | -------------- | -------------- | ----- | ----- |
| Argentina | 2003  | 1        | 0        | -             | -             | -              | -              | 1     | 0     |
| Argentina | 2004  | 1        | 0        | -             | -             | -              | -              | 1     | 0     |
| Argentina | 2005  | 2        | 0        | 1             | 0             | -              | -              | 3     | 0     |
| Argentina | 2006  | 1        | 0        | -             | -             | 1              | 0              | 2     | 0     |
| Total     | Total | 5        | 0        | 1             | 0             | 1              | 0              | 7     | 0     |

Actualizado hasta su último partido jugado el 24 de junio de 2006.

### Como entrenador
| Argentina Sub-20  | 2018              | -  | -  | - | - | -   | -  | -  | - | - | 6  | 4 | 1 | 1 | 1.º | -  | -  | - | - | 6  | 4  | 1  | 1 | 72.23% | 11  | 3  | +8   |
| Argentina Sub-20  | Total             | -  | -  | - | - | -   | -  | -  | - | - | 6  | 4 | 1 | 1 | -   | -  | -  | - | - | 6  | 4  | 1  | 1 | 72.23% | 11  | 3  | +8   |
| Argentina         | 2018              | -  | -  | - | - | -   | -  | -  | - | - | -  | - | - | - | -   | 6  | 4  | 1 | 1 | 6  | 4  | 1  | 1 | 72.23% | 11  | 1  | +10  |
| Argentina         | 2019              | 6  | 3  | 1 | 2 | 3.º | -  | -  | - | - | -  | - | - | - | -   | 9  | 5  | 3 | 1 | 15 | 8  | 4  | 3 | 62.22% | 29  | 15 | +14  |
| Argentina         | 2020              | -  | -  | - | - | -   | 4  | 3  | 1 | 0 | -  | - | - | - | -   | -  | -  | - | - | 4  | 3  | 1  | 0 | 83.33% | 6   | 2  | +4   |
| Argentina         | 2021              | 7  | 5  | 2 | 0 | 1.º | 9  | 5  | 4 | 0 | -  | - | - | - | -   | -  | -  | - | - | 16 | 10 | 6  | 0 | 75%    | 26  | 7  | +19  |
| Argentina         | 2022              | 1  | 1  | 0 | 0 | 1.º | 4  | 3  | 1 | 0 | 7  | 4 | 2 | 1 | 1.º | 4  | 4  | 0 | 0 | 16 | 12 | 3  | 1 | 81.25% | 41  | 10 | +31  |
| Argentina         | 2023              | -  | -  | - | - | -   | 6  | 5  | 0 | 1 | -  | - | - | - | -   | 4  | 4  | 0 | 0 | 10 | 9  | 0  | 1 | 90%    | 21  | 2  | +19  |
| Argentina         | 2024              | 6  | 5  | 1 | 0 | 1.º | 6  | 3  | 1 | 2 | -  | - | - | - | -   | 4  | 4  | 0 | 0 | 16 | 12 | 2  | 2 | 79.17% | 33  | 8  | +25  |
| Argentina         | 2025              | -  | -  | - | - | -   | 4  | 3  | 1 | 0 | -  | - | - | - | -   | 0  | 0  | 0 | 0 | 4  | 3  | 1  | 0 | 83.33% | 7   | 2  | +5   |
| Argentina         | Total             | 20 | 14 | 4 | 2 | -   | 33 | 22 | 8 | 3 | 7  | 4 | 2 | 1 | -   | 27 | 21 | 4 | 2 | 87 | 61 | 18 | 8 | 77.01% | 174 | 47 | +127 |
| Total selecciones | Total selecciones | 20 | 14 | 4 | 2 | -   | 33 | 22 | 8 | 3 | 13 | 8 | 3 | 2 | -   | 27 | 21 | 4 | 2 | 93 | 65 | 19 | 9 | 76.7%  | 185 | 50 | +135 |

#### Resumen por competencias
| Torneo                      | PD | G  | E  | P | GF  | GC | Dif. | Rendimiento | Mejor resultado |
| --------------------------- | -- | -- | -- | - | --- | -- | ---- | ----------- | --------------- |
| Torneo Sub-20 de la Alcudia | 6  | 4  | 1  | 1 | 11  | 3  | +8   | 72.23%      | Campeón         |
| Finalissima                 | 1  | 1  | 0  | 0 | 3   | 0  | +3   | 100%        | Campeón         |
| Copa América                | 19 | 13 | 4  | 2 | 28  | 10 | +18  | 75.44%      | Campeón         |
| Eliminatorias Sudamericanas | 33 | 22 | 8  | 3 | 55  | 17 | +38  | 74.75%      | Primer lugar    |
| Mundial                     | 7  | 4  | 2  | 1 | 15  | 8  | +7   | 66.66%      | Campeón         |
| Amistosos                   | 27 | 21 | 4  | 2 | 73  | 12 | +61  | 82.72%      | +21 PG          |
| Total                       | 93 | 65 | 19 | 9 | 185 | 50 | +135 | 76.7%       | 5 Títulos       |

## Palmarés

### Como jugador

#### Campeonatos nacionales
| Título                     | Equipo                 | País   | Año  |
| -------------------------- | ---------------------- | ------ | ---- |
| Primera División de España | Deportivo de La Coruña | España | 2000 |
| Supercopa de España        | Deportivo de La Coruña | España | 2000 |
| Copa del Rey               | Deportivo de La Coruña | España | 2002 |
| Supercopa de España        | Deportivo de La Coruña | España | 2002 |

#### Campeonatos internacionales
| Título              | Equipo                        | Sede    | Año  |
| ------------------- | ----------------------------- | ------- | ---- |
| Copa Mundial Sub-20 | Selección de Argentina Sub-20 | Malasia | 1997 |

### Como director técnico

#### Campeonatos internacionales
| Título                          | Equipo                        | Sede           | Año  |
| ------------------------------- | ----------------------------- | -------------- | ---- |
| Torneo de la Alcudia            | Selección de Argentina Sub-20 | España         | 2018 |
| Copa América                    | Selección de Argentina        | Brasil         | 2021 |
| Copa de Campeones Conmebol-UEFA | Selección de Argentina        | Inglaterra     | 2022 |
| Copa Mundial de la FIFA         | Selección de Argentina        | Catar          | 2022 |
| Copa América                    | Selección de Argentina        | Estados Unidos | 2024 |

### Distinciones individuales
| Distinción                                                  | Año        |
| ----------------------------------------------------------- | ---------- |
| Premio IFFHS – Mejor seleccionador del mundo                | 2022, 2023 |
| Premio World Soccer – Mejor entrenador del mundo            | 2022       |
| Premio The Best FIFA – Mejor entrenador de Fútbol Masculino | 2022       |
| Entrenador del año en Sudamérica                            | 2022       |
| Premio Laureus - Mejor equipo del año                       | 2023       |
| Panchina d'Oro Especial                                     | 2023       |
| Globe Soccer Awards - Trayectoria de Entrenador             | 2023       |

| Predecesor: Didier Deschamps 2018: Francia | Entrenador campeón del Mundial de Fútbol 2022 Argentina               | Sucesor: 2026: por definir |
| Predecesor: Tite                           | Entrenador campeón de la Copa América 2021 y 2024                     | Sucesor: por definir       |
| Predecesor: Jorge Sampaoli                 | Director técnico de la selección de fútbol de Argentina 2018-presente | Sucesor: En el cargo       |
| Predecesor: Thomas Tuchel                  | Premio The Best al mejor entrenador masculino 2022                    | Sucesor: Pep Guardiola     |